# (7244) Villa-Lobos
Pour les articles homonymes, voir Villa (homonymie), Lobos (homonymie) et Villa-Lobos (homonymie).
(7244) Villa-Lobos est un astéroïde de la ceinture principale.

## Description
(7244) Villa-Lobos est un astéroïde de la ceinture principale. Il fut découvert par Eric Walter Elst le 5 août 1991 à l'ESO. Il présente une orbite caractérisée par un demi-grand axe de 2,87 UA, une excentricité de 0,081 et une inclinaison de 2,6° par rapport à l'écliptique.
Il fut nommé en hommage au musicien brésilien Heitor Villa-Lobos (1887-1959).

## Compléments